# 237-й истребительный авиационный полк
237-й истребительный авиационный полк — воинская часть Вооружённых Сил СССР в Великой Отечественной войне.

## История
Формировался летом 1941 года.
На 22 июня 1941 года входил в состав 57-й смешанной авиационной дивизии, дислоцировался на аэродромах в Оранах. Находился в стадии формировании, имел на вооружении несколько истребителей И-153. С началом войны перелетел в Даугавпилс, затем в Идрицу (на 2 июля 1941 года находился там), где, по-видимому, получил несколько МиГ-3 из других частей, затем в Великие Луки. Отведен на переформирование, вооружён самолётами Як-1.
С 21 августа 1941 года действует на Юго-Западном и Брянском фронтах. Так, 10 сентября 1941 года действовал в районе Ромны. На 25 сентября 1941 года в полку оставалось 6 самолётов при 7 пилотах и полк перелетел в Лебедин, а в начале октября 1941 года отведён в резерв.
Вновь приступил к боевым действиям 10 января 1942 года на Калининском фронте. В частности, действует над Ржевом, Оленино, Белым, Сычёвкой, Старицей, в том числе в интересах окружённой 39-й армии. Летал на Як-1.
C 10 по 22 мая 1942 года, постоянно базируясь на Северном Кавказе, действует в Крыму, над Керченским полуостровом, участвуя в Керченской оборонительной операции.

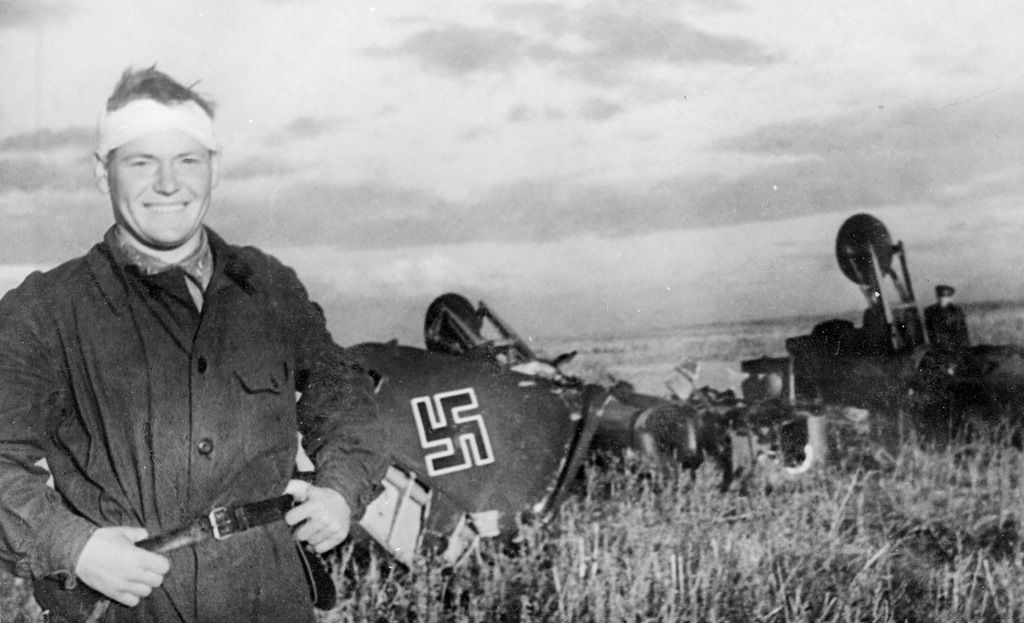
Лётчик-истребитель 237-го иап 220-й иад сержант И. М. Чумбарёв у обломков сбитого им при помощи тарана немецкого самолёта-разведчика, 1942 г.

В конце августа 1942 года прибыл под Сталинград, где ведёт бои до начала февраля 1943 года. 14 сентября 1942 года в воздушном бою над Сталинградом сержант Чумбарев Илья Михайлович таранным ударом сбил самолёт-разведчик противника Fw-189. Самолёт развалился в воздухе, экипаж был взят в плен. Сам Чумбарев благополучно сел на своём аэродроме. Этот подвиг стал примером для лётчиков ВВС. Сержанту Чумбареву приказом заместителя НКО СССР № 296 от 17.09.1942 присвоено внеочередное звание «лейтенант».
Базировался на аэродроме в районе населённого пункта Пичуга, 14 октября 1942 года вместе с 512-м истребительным полком прикрывает Ил-2 228-й штурмовой авиационной дивизии. В ноябре 1942 года действует на Богучарском направлении.
4 января 1943 года перелетел к юго-западу от Сталинграда, на аэродром Бузиновка, действует в частности против самолётов, снабжавших окружённую группировку немецких войск и их сателлитов, вылетает на разведку. Так, на 8 января 1943 года перед полком стояла задача установления интенсивности работы боевой и транспортной авиации противника в районах окружения и её базирование на аэродромах Бассаргино, Большая Рассошка и аэродрома Питомник, а также наличия живой силы в деревнях Мариновка, Карповка, Дмитровка, Бобурка. 30 января 1943 года в полном составе барражирует над северной окраиной Сталинграда.
По состоянию на конец декабря 1942 года с 5 августа 1941 года полком по собственным отчётам совершено 3714 боевых вылетов, проведено 863 воздушных боя, в которых сбито 122 и подбито 38 самолётов противника, штурмовыми действиями уничтожено: танков — 18, автомашин с войсками и грузами — 147, повозок с боеприпасами и грузами — 137, зенитных точек — 12, радиостанций — 3, бензоцистерн — 3

## Преобразование полка
237-й истребительный авиационный полк 3 февраля 1943 года за образцовое выполнение боевых задач и проявленные при этом мужество и героизм на основании Приказа НКО СССР преобразован в 54-й гвардейский истребительный авиационный полк.

## В действующей армии
В составе действующей армии:
- с 22 июня 1941 года по 20 июля 1941 года, итого — 28 дней,
- с 21 августа 1941 года по 5 октября 1941 года, итого — 45 дней,
- с 10 января 1942 года по 6 марта 1942 года, итого — 55 дней,
- с 10 мая 1942 года по 22 мая 1942 года, итого — 12 дней,
- с 28 августа 1942 года по 3 февраля 1943 года, итого — 159 дней,

Всего 299 дней

## Подчинение
| Дата            | Фронт (округ)                        | Армия                | Корпус                           | Дивизия                                  | Примечания                                              |
| --------------- | ------------------------------------ | -------------------- | -------------------------------- | ---------------------------------------- | ------------------------------------------------------- |
| 22.06.1941 года | Северо-Западный фронт                | -                    | -                                | 57-я смешанная авиационная дивизия       | -                                                       |
| 01.07.1941 года | Северо-Западный фронт                | -                    | -                                | 57-я смешанная авиационная дивизия       | -                                                       |
| 10.07.1941 года | Северо-Западный фронт                | -                    | -                                | 57-я смешанная авиационная дивизия       | -                                                       |
| 01.08.1941 года | -                                    | -                    | -                                | -                                        | на переформировании                                     |
| 01.09.1941 года | Ставка Верховного Главнокомандования | -                    | 1-я резервная авиационная группа | -                                        | -                                                       |
| 01.10.1941 года | Брянский фронт                       | -                    | -                                | -                                        | -                                                       |
| 01.11.1941 года | -                                    | -                    | -                                | -                                        | на переформировании                                     |
| 01.12.1941 года | -                                    | -                    | -                                | -                                        | на переформировании                                     |
| 01.01.1942 года | Резерв Ставки ВГК                    | -                    | -                                | -                                        | -                                                       |
| 01.02.1942 года | Калининский фронт                    | -                    | -                                | 31-я смешанная авиационная дивизия       | -                                                       |
| 01.03.1942 года | Калининский фронт                    | -                    | -                                | -                                        | -                                                       |
| 01.04.1942 года | Приволжский военный округ            | -                    | -                                | -                                        | -                                                       |
| 01.05.1942 года | Резерв Ставки ВГК                    | -                    | -                                | -                                        | с 10 по 22.05.1942 — в составе 15-й ударной группы СВГК |
| 01.06.1942 года | Приволжский военный округ            | -                    | -                                | -                                        | -                                                       |
| 01.07.1942 года | Приволжский военный округ            | -                    | -                                | -                                        | -                                                       |
| 01.08.1942 года | Приволжский военный округ            | -                    | -                                | -                                        | -                                                       |
| 01.09.1942 года | Сталинградский фронт                 | 8-я воздушная армия  | -                                | 220-я истребительная авиационная дивизия | -                                                       |
| 01.10.1942 года | Донской фронт                        | 16-я воздушная армия | -                                | 220-я истребительная авиационная дивизия | -                                                       |
| 01.11.1942 года | Донской фронт                        | 16-я воздушная армия | -                                | 220-я истребительная авиационная дивизия | -                                                       |
| 01.12.1942 года | Донской фронт                        | 16-я воздушная армия | -                                | 220-я истребительная авиационная дивизия | -                                                       |
| 01.01.1943 года | Донской фронт                        | 16-я воздушная армия | -                                | 220-я истребительная авиационная дивизия | -                                                       |
| 01.02.1943 года | Донской фронт                        | 16-я воздушная армия | -                                | 220-я истребительная авиационная дивизия | -                                                       |

## Командиры
- капитан Суворов Иван Павлович[4], 15.05.1941 — 09.1941
- майор Бобров, Владимир Иванович, 09.41 — 01.42
- полковник Юмашев, Андрей Борисович[4], 01.42 — 02.42
- майор Исаев Александр Борисович[4], 11.05.1942 — 10.09.42, ранен
- майор Мордвинов Михаил Дмитриевич[4], 18.09.42 — 21.10.42, погиб
- майор, подполковник Мельников Евгений Петрович[4], 10.12.1942 — 31.12.1945

## Отличившиеся воины полка
| Награда | Ф. И. О.                  | Должность      | Звание    | Дата награждения | Данные о вылетах | Примечания                                  |
| ------- | ------------------------- | -------------- | --------- | ---------------- | ---------------- | ------------------------------------------- |
|         | Бугаев, Тимофей Иванович  | командир звена | лейтенант | -                | ?                | 28.11.1942 тараном сбил Bf-109, остался жив |
|         | Чумбарёв, Илья Михайлович | командир звена | лейтенант | -                | ?                | 14.09.1942 тараном сбил FW-189, остался жив |